# Península Potter

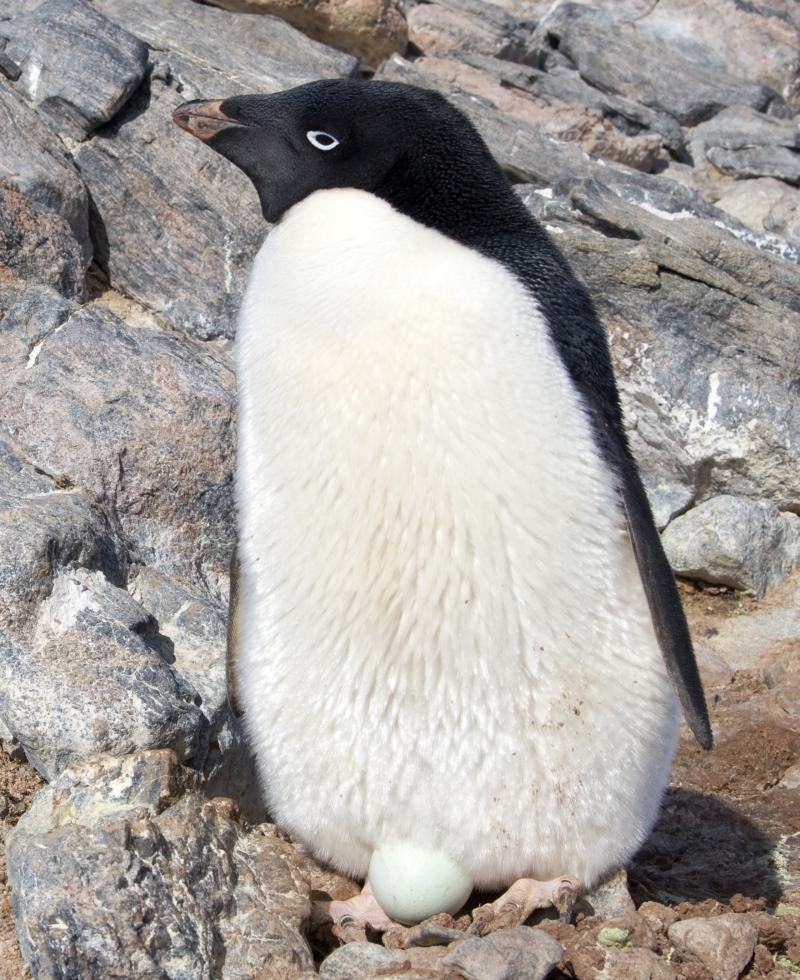
La península Potter posee una gran colonia de pingüinos adelaida.

La península Potter es una península baja y libre de hielo que se encuentra entre la caleta Potter y la punta Stranger (cabo Funes o cabo Ibarra) en el sudoeste de la isla Rey Jorge (o 25 de Mayo) en el archipiélago de las Shetland del Sur en la Antártida. 
Fue nombrada por asociación con la caleta Potter por los geologistas chilenos Roberto Araya y Francisco Hervé en 1966, luego de su trabajo de campo en el lugar.  Aunque ya en el año 1960 Argentina llamaba de esta forma la zona, en donde realizó un detallado Estudio Geológico abarcando la zona completa, el mismo fue dirigido y publicado por el Dr. Néstor Horacio Fourcade, en la Publicación N.º 8 del Instituto Antártico Argentino.

## Historia
La Armada Argentina inauguró el Refugio Naval Caleta Potter el 21 de noviembre de 1953 en la costa oriental de la caleta Potter, que tras ser ampliado el 12 de febrero de 1982 pasó a ser la Estación Científica Teniente Jubany de ocupación permanente 62°14′18″S 58°40′00″O / -62.23833, -58.66667. En 2012 su nombre fue cambiado a Base Carlini.  
El 19 de enero de 1994 fue inaugurado en la Base Jubany el Laboratorio Dallmann (en alemán: Dallmann-Labor), por un convenio de cooperación entre el Instituto Antártico Argentino y el Instituto Alfred Wegener de Alemania.
Bajo dependencia de la Base Carlini existen dos refugios argentinos en la península Potter: Refugio Elefante 62°15′18″S 58°37′56″O / -62.25500, -58.63222, y Refugio Albatros 62°15′09″S 58°39′23″O / -62.25250, -58.65639.

## Clima
Posee el mismo tipo de clima que la Antártida en general, aunque un poco menos riguroso. Durante el verano la temperatura ronda entre los -2 °C y 3 °C, y durante el invierno las temperaturas promedio rondan los -10 °C y -20 °C. En el 2007 se midieron -26 °C.
El viento es moderado mayormente del NE con mediciones de hasta los 125km/h, razón por la cual la sensación térmica puede llegar hasta los -50 °C. Las precipitaciones son en forma de nieve, aunque durante la época estival se producen algunas lloviznas.

## Área importante para la conservación de las aves
La península ha sido identificada como un área importantes para la conservación de las aves (IBA) por BirdLife International debido a que soporta una gran cantidad de colonias, incluyendo más de 14 000 parejas de pingüinos adelaida, 2000 parejas de pingüinos juanito y 265 parejas de pingüinos barbijo.  Otras especies de las que se han encontrado nidos en el sitio son págalo antártico, abanto marino antártico, paíño ventrinegro y paíño de Wilson, petrel damero, cormorán imperial, paloma antártica, págalo subantártico, gaviota cocinera y gaviotín.

## Zona Antártica Especialmente Protegida
El lugar fue designado Sitio de Especial Interés Científico (SEIC) en 1985, y desde 2002 fue renombrado Zona Antártica Especialmente Protegida ZAEP 132 Península Potter, Isla Rey Jorge (25 de mayo), Islas Shetland del Sur, bajo propuesta y conservación de Argentina. 
La zona protegida de 2,17 km² está localizada en la costa oriental de la bahía Fildes/Guardia Nacional (o Maxwell), entre el extremo sur de la punta Elefante (noroeste de la península Potter) y la saliente rocosa conocida como Peñón 7, en el extremo nororiental de la punta Stranger.

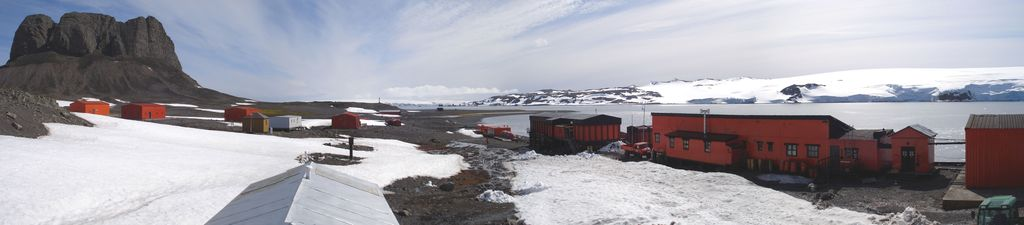
Vista panorámica de la Base Carlini en época estival.